# Папак
Папак (пехл. 𐭯𐭠𐭯𐭪𐭩 Pāpak/Pābag; перс. بابک‎ Bābak; в поздней арабоязычной литературе Бабак, от араб. Bəbəg) — правитель города Истахр, основатель династии Сасанидов.
Папак до 200 года был царём Хира, небольшого городка на озере Бахтеган Персии. Затем Папак получил от своего сюзерена царя Гочихра Истахр и для своего младшего сына Ардашира Папакана должность начальника города Дарабгерд. Его старший сын Шапур наследовал трон, однако Ардашир сверг своего брата в 220 году.